# Henri Laurent
Henri Albert Fernand Laurent (Beaulieu-sur-Loire, 1 de abril de 1881-La Rochelle, 14 de febrero de 1954) fue un deportista francés que compitió en esgrima, especialista en la modalidad de espada. Participó en los Juegos Olímpicos de París 1900, obteniendo una medalla de bronce en la prueba individual profesional.

## Palmarés internacional
| Juegos Olímpicos | Juegos Olímpicos | Juegos Olímpicos  | Juegos Olímpicos              |
| Año              | Lugar            | Medalla           | Prueba                        |
| ---------------- | ---------------- | ----------------- | ----------------------------- |
| 1900             | París (Francia)  | Medalla de bronce | Espada individual profesional |